# صحة الرجل (مجلة)
صحة الرجال (بالإنجليزية: Men's Health)‏ هي مجلة أميركية تجارية متخصصة. تنشرها دار روديل بريس في إيماوس بولاية بنسلفانيا الأمريكية. وهي المجلة الأكبر في مجالها على مستوى العالم. حيث لها 40 إصداراً في 47 بلد. وهي كذلك الأكثر مبيعاً في الولايات المتحدة.
تتخصص المجلة إلى جانب صحة الرجال (كما في اسمها)، بنمط المعيشة واللياقة البدنية، والتغذية، والموضة، والحياة الجنسية. ويحظى موقع المجلة الإلكتروني بحوالي 38 مليون زائر شهرياً.

## وصلات خارجية
- Detailed article on Men's Health magazine at magsdirect.com.
- Academic article comparing Men's Health with women's magazines at maglab.org.uk.